# Regulae Iuris
Regulae Iuris či Regulae iuris, psáno také Regulæ Juris (latinsky „Pravidla práva“), byly právní principy, které sloužily jako judikatura v římském právu.
Tento termín je také obecným označením pro všeobecná pravidla nebo zásady výkladu kanonického práva katolické církve; v tomto kontextu zůstávají právními zásadami používanými při výkladu katolického kanonického práva, přestože již nemají žádnou závaznou právní sílu, protože Kodex kanonického práva z roku 1917 je zrušil.

## Římské právo
Existuje 211 Regulae iuris. První Regula iuris z tohoto korpusu pochází od právníka Pauluse ze 3. století a zní: „Právo není odvozeno z pravidla [regula], spíše je to pravidlo, které pochází ze zákona“.

## Katolická církev

„Váhy spravedlnosti“ – kanonické právo katolické církve

### Katolické použití
Viz též: Výklad (katolické kanonické právo)
Ve specifickém smyslu jsou však Regulae juris určité základní zákony v podobě právních principů, které jsou zachyceny v Corpus iuris canonici, z nichž 11 papež Řehoř IX. umístil na konec páté knihy dekretálů a 88 papež Bonifác VIII. do závěrečného titulu Liber Sextus Decretalium.
Tyto regule jsou spíše dedukcí než opakováním právních zásad v konstitucích nebo rozsudcích několika právních předpisů na stejné téma, a proto byly vyhrazeny závěrečným titulům obou výše uvedených knih, a to podle vzoru Justiniánského kodexu, konkrétně Digest, Liber I., Titulus 17.
Ačkoli jsou regulae iuris velmi důležité, jen málo obecných zásad je bez výjimky. Některé regulae iuris jsou použitelné ve všech záležitostech a jiné pouze v soudních procesech, beneficích a podobně; následující příklady těch s omezenou použitelností jsou z Liber Sextus Decretalium:
- „Nikdo nemůže splnit nemožné.“ (6)
- „Čas nezahojí to, co bylo od počátku neplatné.“ (18)
- „Co není dovoleno žalovanému, je odepřeno žalobci.“ (32)
- „Co není dovoleno činit vlastním jménem, nesmí činit prostřednictvím jiného.“ (47)

### 88 pravidel Bonifáce VIII.
88 právních dikcí, axiomů nebo zásad obsahuje spis De Regulis Iuris, který v roce 1298 vyhlásil papež Bonifác VIII.

#### Edice (katolicismus)
- MILLER, Bruce. The Sacramental Life of the Parish: An Encounter with Justice?. In: Canon Law Society of America (ed.). Proceedings of the seventy-fourth annual convention Chicago, Illinois, October 8-11, 2012. Appendix A – REGULAE IURIS. Washington, D.C: Canon Law Society of America, 2013. OCLC 973788399. ISBN 1-932208-34-8. (angličtina)

#### Další literatura
- STEIN, Peter Gonville. Regulae iuris: from juristic rules to legal maxims. Edinburgh: Edinburgh University Press, 1966. (angličtina) OCLC 780494997.
- DEROUSSIN, David. Remarques sur les "regulae iuris" et les principes en droit (Temps Modernes). Revue historique de droit français et étranger (1922–). 2012, roč. 90, čís. 2, s. 195–235. – via JSTOR. Dostupné online. ISSN 0035-3280. (francouzština)
- VAN DEN BERGH, Rena. A rule must arise from the law as it is – and it is not cast in stone. Fundamina. 2014, roč. 20, čís. 2, s. 965–972. ISSN 1021-545X. (angličtina)